# Krîzke, Markivka
Krîzke (în ucraineană Кризьке) este localitatea de reședință a comunei Krîzke din raionul Markivka, regiunea Luhansk, Ucraina.

## Demografie
Componența lingvistică a localității Krîzke
     Ucraineană (95,43%)
     Rusă (4,57%)
Conform recensământului din 2001, majoritatea populației localității Krîzke era vorbitoare de ucraineană (95,43%), existând în minoritate și vorbitori de rusă (4,57%).